# Tadeusz Sztumberk-Rychter

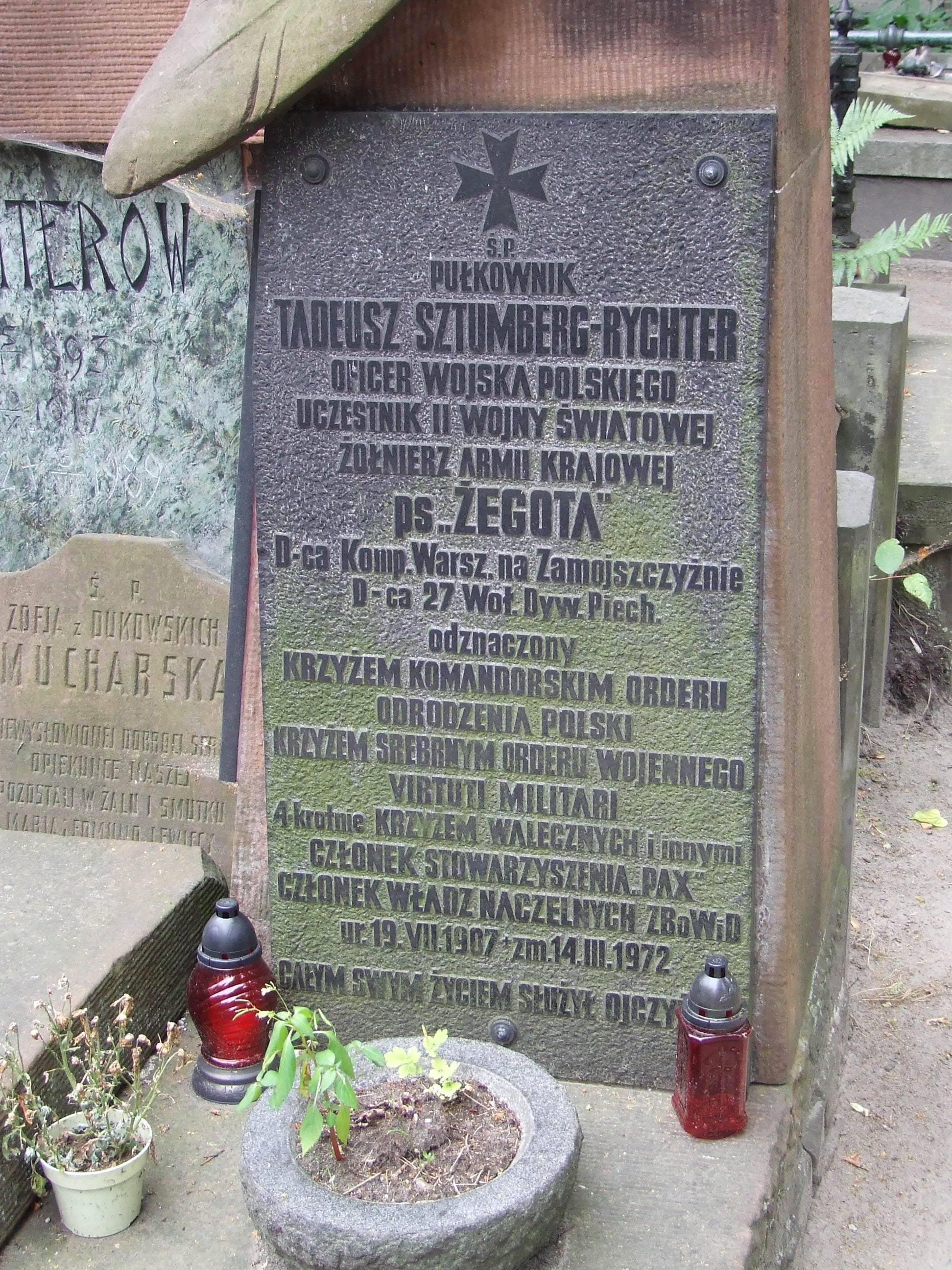
Grób Tadeusza Sztumberka-Rychtera na cmentarzu Powązkowskim w Warszawie

Tadeusz Sztumberk-Rychter, ps. Miłosz, Tadeusz, Żegota, (s. Witolda i Stefanii, ur. 19 sierpnia 1907 w Koluszkach, zm. 14 marca 1972 w Warszawie) – oficer artylerii Wojska Polskiego, dowódca 27 Wołyńskiej Dywizji Piechoty Armii Krajowej, uczestnik kampanii wrześniowej.

## Życiorys
Podczas I wojny światowej przebywał z rodzicami w Rosji. Po powrocie do kraju ukończył w 1927 roku szkołę średnią we Włocławku. Porzucił studia na Katolickim Uniwersytecie Lubelskim na rzecz kariery wojskowej. Skierowany został do Szkoły Podchorążych Rezerwy Artylerii we Włodzimierzu Wołyńskim. W latach 1931 – 1933 ukończył Szkołę Oficerską Artylerii w Toruniu z wysoką siódmą lokatą i otrzymał przydział do 5 dywizjonu artylerii konnej w Krakowie.
W 1939 roku w stopniu porucznika został przyjęty do Wyższej Szkoły Wojennej w Warszawie. W kampanii wrześniowej w składzie Armii „Kraków” jako oficer sztabu dowódcy artylerii dywizyjnej 6 Dywizji Piechoty z którą przeszedł cały szlak bojowy. 20 września 1939 roku dostał się do niewoli niemieckiej w rejonie Zamościa. Z obozu jenieckiego uciekł 11 października 1939 roku i trafił do Krakowa, gdzie należał do pierwszych organizatorów Służby Zwycięstwu Polski, a później włączył się do konspiracji ZWZ. W końcu sierpnia 1940 roku, zagrożony aresztowaniem przeniósł się do Warszawy, gdzie od września 1940 roku był szefem Oddziału II Okręgu Warszawskiego, następnie od kwietnia 1942 pracował jako szef wywiadu ofensywnego w Wydziale II Komendy Obszaru Warszawa Armii Krajowej.
Od maja 1943 r. brał udział w walkach na Zamojszczyźnie, początkowo jako dowódca samodzielnej kompanii, następnie zastępca dowódcy 9 pp AK, za co został odznaczony Krzyżem Srebrnym Orderu Wojennego Virtuti Militari. 24 września 1943 jego oddział dokonał uwolnienia grupy 73 więźniów osadzonych w Biłgoraju (wśród nich był prof. Ludwik Ehrlich).
Po przeniesieniu na Wołyń, 28 lutego 1944 roku został szefem sztabu 27 Wołyńskiej Dywizji Piechoty AK i wziął udział w akcji „Burza” na Wołyniu. Po śmierci ppłk. Jana Kiwerskiego „Oliwy” od 4 maja do 16 lipca 1944 r. pełnił obowiązki dowódcy dywizji. Po przekroczeniu Bugu w czerwcu 1944 roku brał udział w walkach na Lubelszczyźnie.
6 sierpnia 1944 roku aresztowany w Świdrze przez NKWD i zesłany początkowo do Charkowa, a następnie do obozu NKWD nr 179 w Diagilewie. Po ucieczce został ujęty na granicy i osadzony w obozie jeńców wojennych w Wystruciu na terenie dawnych Prus Wschodnich. W lipcu 1947 roku uwięziony w obozie NKWD nr 150 w Griazowcu. Do Polski wrócił w maju 1948 roku. Początkowo utrzymywał się z pracy fizycznej, później stopniowo awansując doszedł do stanowiska dyrektora chemicznego zakładu produkcyjnego w Górze Kalwarii. Działał w Stowarzyszeniu „PAX”, był członkiem Zarządu Głównego Związku Bojowników o Wolność i Demokrację.
Zmarł 14 marca 1972 roku i został pochowany na cmentarzu Powązkowskim w Warszawie (kw.175-2-1).

## Promocje
- Porucznik: 1935 r.
- Kapitan: 22 stycznia 1941
- Major: 12[1] kwietnia 1944
- Podpułkownik: 1968 r.

## Odznaczenia
- Krzyż Srebrny Orderu Wojennego Virtuti Militari V kl.
- Krzyż Kawalerski Orderu Odrodzenia Polski (pośmiertnie)
- Krzyż Walecznych (czterokrotnie[1])
- Krzyż Zasługi z Mieczami[1]
- Krzyż Partyzancki[1]
- Medal „Za zasługi dla obronności kraju”[1]